# 경상남도수산자원연구소
경상남도수산자원연구소(慶尙南道水産資源硏究所)는 경상남도청 소속 연구소이다. 경상남도 통영시 산양읍 풍화일주로 615에 위치하고 있다.

## 소관사무
경상남도수산자원연구소장은 다음 사항을 관장한다.
1. 수산종묘의 생산 및 방류
2. 수산자원의 조성·보존·관리에 관한 연구
3. 우량 수산종묘의 분양 공급
4. 수산종묘 생산기술 및 새로운 수산양식 기술개발에 관한 연구
5. 어병진단 치료기술과 기초병리·약리에 관한 연구
6. 수산종묘 생산에 관한 연수교육
7. 담수어 양식을 위한 조사·연구 및 시험
8. 담수어 종묘생산 및 보급
9. 내수면 양식 기술개발 및 지도
10. 그 밖의 수산종묘 생산 및 내수면 개발에 필요한 사항

## 같이 보기
- 경상남도청